# Braathens Regional

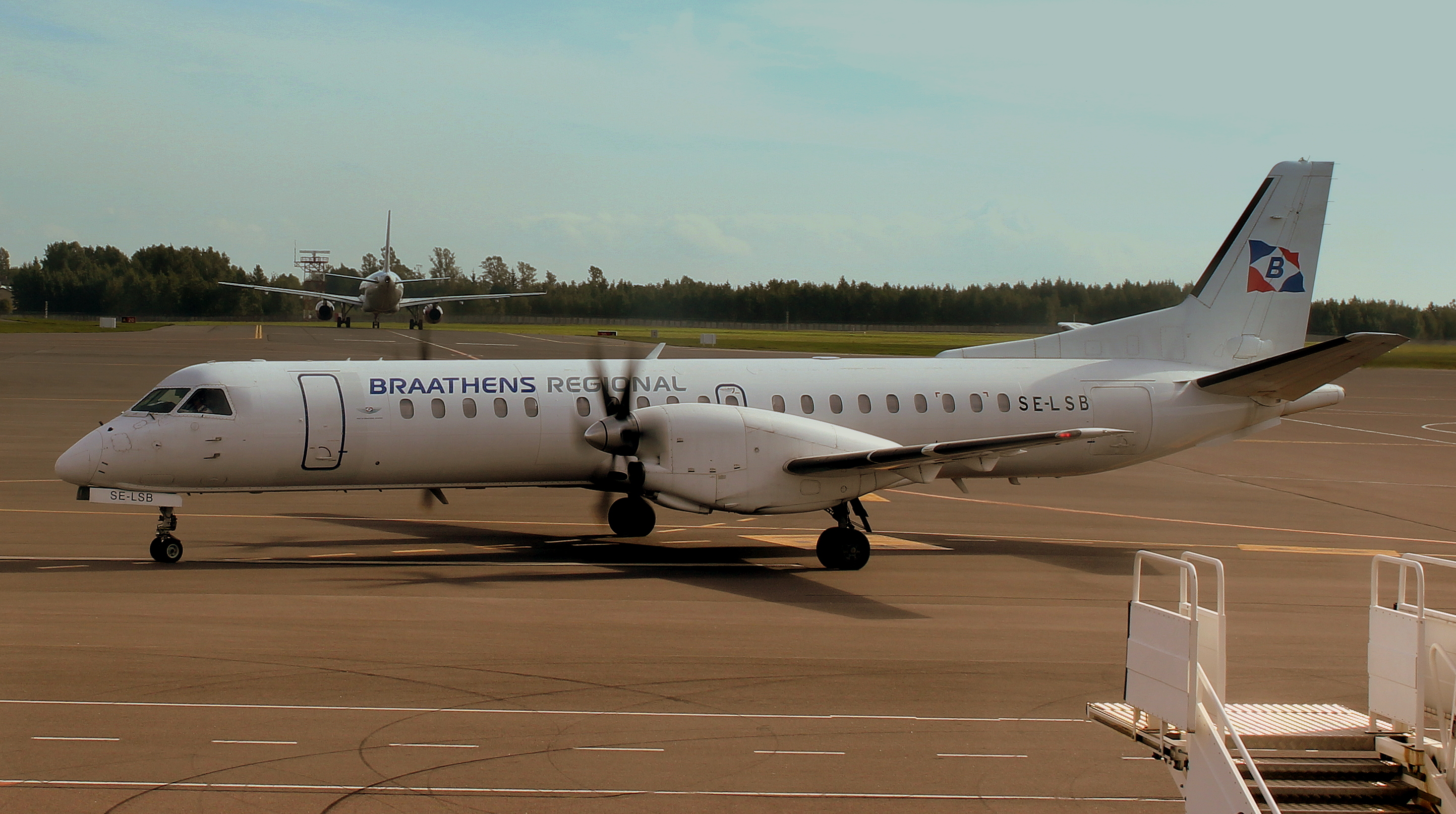
SE-LSB, En Saab 2000 från Braathens Regional

Braathens Regional fanns från 2013 (1976 Golden Air) till 2016 och var ett svenskt bolag som sedan 2013 enbart marknadsförde wet lease (uthyrning av flygplan med personal) till bland andra Sverigeflyg och SAS.
29 februari 2016 bildade Braathens Regional ett gemensamt flygbolag tillsammans med Sverigeflyg och Malmö Aviation under namnet BRA (Braathens Regional Airlines). 

## Historia
Början till Golden Air var en flyglinje från Lidköping till Arlanda där Erik Thun AB stödde driften och efter konkursen av flygbolaget 1993 fick ett flygplan. Planet användes för att starta en flyglinje mellan Trollhättan-Vänersborgs flygplats och Bromma flygplats. Golden Air expanderade och hade 2011 totalt 17 plan. 
Från 1 januari 2013 blev Golden Air medlem i Sverigeflyg och slutade flyga med undantag för rutten Bromma-Trollhättan. Braathens Regional tog då över övrig flygtrafik som Golden Air bedrivit.

## Trafik
Braathens Regional bedrev flygtrafik från Stockholm Bromma till Ängelholm/Helsingborg, Halmstad, Växjö, Kalmar, Ronneby, Visby och Sundsvall på uppdrag av Sverigeflyg.
De flög även för SAS från Arlanda till bland annat Finland, Danmark och inrikes.

## Flotta
Braathens Regionals flotta bestod av följande flygplan (2017):
| Flygplan         | Antal | Order | Passagerare | Övrigt                                                 |
| ---------------- | ----- | ----- | ----------- | ------------------------------------------------------ |
| ATR 72-500       | 5     | -     | 72          |                                                        |
| ATR 72-600       | 5     |       | 72          |                                                        |
| Avro RJ85        | 2     | -     | 95          | Överförs från Malmö Aviation till BRA 29 februari 2016 |
| Avro RJ100       | 10    | -     | 112 0       | Överförs från Malmö Aviation till BRA 29 februari 2016 |
| Bombardier CS100 | -     | 10    | 125 0       |                                                        |
| Bombardier CS300 | -     | -     | 145 0       |                                                        |
| SAAB 2000        | 12    | -     | 50          | Europas största operatör av SAAB-flygplan.             |
| SAAB 340         | 1     | -     | 33          | Europas största operatör av SAAB-flygplan.             |